# الغزالية
الغزالية هي منطقة تقع أقصى غرب مدينة بغداد في العراق وتعتبر من أحياء بغداد الحديثة وأحدث التوسعات في بغداد. وقد وزعتها الحكومة العراقية للكفاءات من اساتذة الجامعات وللمنتسبين للقوات المسلحة من الضباط، وكذلك للاطباء والمهندسين والاعلاميين وموظفي ديوان الرئاسة. وقد أصبحت هذه المدينة من أشهر مناطق بغداد من حيث سخونة الأحداث وذلك بعدما بدأت النشاطات المسلحة تنتشر في المنطقة ضد القوات الأمريكية وهي محاطة بالعديد من المناطق مثل حي العدل والعامرية والشعلة والخضراء والبكريه ومحاذيه للخط النقل السريع المؤدي إلى محافظة الانبار ودولتي سوريا والأردن وهذا ماجعلها منطقه خطرة للقوات الإمريكية. وقد شهدت المنطقة أعمال تهجير للطوائف الدينية بأكملها، ودمار شامل للخدمات في بدايات عام 2005. وماتزال هناك أعمال تخريب من قبل أطراف معينة ومجهولة. عدد سكان يبلغ (233الف) نسمة عام 2013
تدنت المنطقة اجتماعياً بشكل كبير وملحوظ بسبب نزوح (المهجّرين) من مناطق ذات مستوى متدني اجتماعيا وماديا بحكم التهجير الطائفي مما اثر سلبا على المنطقة بشكل كبير من حيث الشكل العمراني حيث تم تقسيم المنازل الكبيرة إلى منازل صغيرة وإلى عدة طوابق، إضافة إلى انتشار ملحوظ في سيارات النقل الخاصة الكبيرة كالباصات الخاصة وما شابهها.
ترتقي الغزالية اجتماعيا على امتدادها، فأبتداءا مع حدودها مع مدينة الشعلة (استهلالا من جامع الحمزة) وتنتهي حدودها مع الخط الدولي السريع ومن ثم مدينة العامرية.
وأصبح في الغزالية لفظين شهيرين هما (أصلي) كناية لسكان المنطقة قبل الاحتلال الأمريكي و (المهجر) كناية للمهجرين من مناطق أخرى بعد الاحتلال وسكنوا فيها على الرغم من الرجوع الطفيف لبعض سكانها الاصليين لكن أكثر سكان المنطقة ايقنوا بأن الوضع الجيد جدا الذي كانت تتمع به المنطقة سابقا غير قابل للعودة أبدًا.
حيث تعاني المنطقة حالياً من مشكلة تقسيم الدور السكنية إلى مساحات اصغر والبناء العشوائي وهو نمط دخيل على النظام العمراني في هذه المنطقة، وهذا مما حدا بالكثيرين من أهل الغزالية القدماء ببيع منازلهم والسكن في مناطق أخرى من دون عودة. وقد تأثرت الكثير من مناطق بغداد بهذا التغيير الديموغرافي بسبب الحروب الطائفية وخصوصا ما بعد سنة 2006.

## أصل التسمية
ولها رأيان
الأول:
هي الأرض التي تكثر فيها الغزلان ورد اسمها لأول مرة سنة (1908) وكانت موضع الصيد المفضل لأمراء بني العباس ثم لولاة بغداد في العصر العثماني.
الثاني:
اسم للمرأة المالكة لها وتدعى غزالة وأختها جنينة. حيث كانت تسمى المنطقة بغزالية وجنينة حيث منطقة جنينة هي المنطقة التي تقع من جهة الخط السريع حيث يحدها الخط السريع من جهة وشارع أبو بكر الصديق من جهة أخرى ثم أصبحت الغزالية بعد ذلك تطلق على المنطقتين في بداية التسعينات من القرن العشرين.

## تتكون من عدة أحياء وشوارع
- حي الكفاءات
- حي جنينة (الضباط)
- حي الطاقة
- حي الصحفيين
- شارع أسواق الزاوية
- شارع أبو بكر الصديق
- شارع مدير الأمن (الاسم الرسمي شارع الإسلام[1])
- شارع البدالة
- شارع المشجر
- شارع المركز
- شارع الضغط
- شارع المهاجرين

## جوامع الغزالية
- جامع أم القرى (أم المعارك سابقا) من أكبر جوامع العراق
- جامع الشكَرة
- جامع أبو بكر الصديق "رضي الله عنه"
- جامع حميد المرعي
- جامع الأمام احمد بن حنبل و الشيخ غازي السامرائي "رحمهم الله"
- جامع عباد الرحمن
- جامع ذو الجلال و الاكرام
- جامع البر الرحيم
- جامع صاحب البراق "صلى الله عليه وسلم"
- جامع البكرية
- جامع أولي الألباب
- جامع الحاجة غازية
- جامع لا إله إلا الله
- جامع الغزالية الكبير
- جامع العظيم
- جامع سعاد النقيب
- جامع الولي الحميد
- مسجد التقوى
- جامع الحديثي
- جامع المهاجرين
- جامع الحمزة بن عبدالمطلب "رضي الله عنه"
- جامع المهيمن
- جامع الملك القدوس
- جامع البر الرحيم
- جامع الصادق ع
- جامع السيدة زينب ع
- جامع جعفر الطيار
- جامع الحسن المجتبى
- جامع المصطفى

## يوجد فيها عدد من الاسواق
- أسواق النفلة
- أسواق الزاوية
- أسواق الغزالية
- أسوق المائدة
- أسواق ثمانية
- أسواق الجنابي